# Клубовка (Челябинская область)
Клубовка — посёлок в Чесменском районе Челябинской области России. Входит в состав Новоукраинского сельского поселения.

## География
Посёлок находится на юго-востоке области, в степной зоне, вблизи государственной границы с Казахстаном, к юго-западу от озера Горько-Солёного, на расстоянии 21 километра по прямой к юго-востоку от села Чесма, административного центра района. Абсолютная высота 257 метров над уровнем моря.

## История
Поселок основан в 1927 г. плановыми переселенцами из села Клубовка Репкинского района Черниговской области Украинской ССР как переселенческий участок № 19. В начале 1930-х годов создан колхоз имени Куйбышева. Современное наименование посёлок получил 31 мая 1960 г..

## Население
| 2002 | 2010 |
| ---- | ---- |
| 347  | ↘227 |

Гендерный состав
По данным Всероссийской переписи населения 2010 года в гендерной структуре населения мужчины составляли 46,7 %, женщины — 53,3 %.
Национальный состав
Согласно результатам переписи 2002 года, в национальной структуре населения русские составляли 57 %, украинцы — 33 %.

## Улицы
Уличная сеть посёлка состоит из четырёх улиц.